# Équipe de Yougoslavie de football à la Coupe du monde 1990
L'équipe de Yougoslavie de football est éliminée en quart de finale de la Coupe du monde 1990 par l'Argentine aux tirs au but (3-2), après avoir joué à dix dès la 31e minute. Elle avait auparavant terminé deuxième de son groupe derrière la RFA (défaite inaugurale contre la RFA, puis victoire contre la Colombie et les Émirats arabes unis) puis a  battu l'Espagne 2 buts à 1 en huitième de finale.
C'est la dernière apparition en Coupe du monde et dans une grande phase finale de la République fédérale socialiste de Yougoslavie (l'équipe est exclue de l'euro 1992 en raison de la guerre de Bosnie-Herzégovine et suspendue). La République fédérale de Yougoslavie, de même que la Croatie indépendante, jouera une dernière fois en Coupe du monde en 1998. Plusieurs jeunes joueurs de l'équipe brilleront plus tard sous d'autres couleurs (Prosinečki, Jarni, Bokšić et Šuker pour la Croatie, ou encore le monténégrin Savićević et le serbe Stojković, toujours sous les couleurs de la Yougoslavie, mais désormais devenue République fédérale autour de la Serbie et du Monténégro).

## Effectif
| Numéro / Nom       | Numéro / Nom        | Club                     | Date de naissance | J.              | Buts            |                 |                 |                 |
| Gardiens de but    | Gardiens de but     | Gardiens de but          | Gardiens de but   | Gardiens de but | Gardiens de but | Gardiens de but | Gardiens de but | Gardiens de but |
| ------------------ | ------------------- | ------------------------ | ----------------- | --------------- | --------------- | --------------- | --------------- | --------------- |
| 1                  | Tomislav Ivković    | Sporting Portugal        | 11.08.1960        | 5               | 0               | 0               | 0               | 0               |
| 12                 | Fahrudin Omerović   | Partizan Belgrade        | 26.08.1961        | 0               | 0               | 0               | 0               | 0               |
| 22                 | Dragoje Leković     | Budućnost Titograd       | 21.11.1967        | 0               | 0               | 0               | 0               | 0               |
| Défenseurs         |                     |                          |                   |                 |                 |                 |                 |                 |
| 2                  | Vujadin Stanojković | Partizan Belgrade        | 10.09.1963        | 2               | 0               | 0               | 0               | 0               |
| 3                  | Predrag Spasić      | Partizan Belgrade        | 29.09.1965        | 5               | 0               | 0               | 0               | 0               |
| 4                  | Zoran Vulić         | RCD Majorque             | 04.10.1961        | 4               | 0               | 1               | 0               | 0               |
| 5                  | Faruk Hadžibegić    | FC Sochaux               | 07.10.1957        | 5               | 0               | 0               | 0               | 0               |
| 6                  | Davor Jozić         | AC Cesena                | 22.09.1960        | 5               | 2               | 0               | 0               | 0               |
| 16                 | Refik Šabanadžović  | Étoile rouge de Belgrade | 02.08.1965        | 4               | 0               | 1               | 0               | 1               |
| 17                 | Robert Jarni        | Hajduk Split             | 26.10.1968        | 1               | 0               | 0               | 0               | 0               |
| 18                 | Mirsad Baljić       | FC Sion                  | 04.03.1962        | 1               | 0               | 0               | 0               | 0               |
| 21                 | Andrej Panadić      | Dinamo Zagreb            | 09.03.1969        | 0               | 0               | 0               | 0               | 0               |
| Milieux de terrain |                     |                          |                   |                 |                 |                 |                 |                 |
| 7                  | Dragoljub Brnović   | FC Metz                  | 02.11.1963        | 5               | 0               | 1               | 0               | 0               |
| 8                  | Safet Sušić         | Paris SG                 | 13.04.1955        | 5               | 1               | 0               | 0               | 0               |
| 10                 | Dragan Stojković    | Étoile rouge de Belgrade | 03.03.1965        | 5               | 2               | 1               | 0               | 0               |
| 13                 | Srečko Katanec      | Sampdoria                | 16.07.1963        | 3               | 0               | 1               | 0               | 0               |
| 15                 | Robert Prosinečki   | Étoile rouge de Belgrade | 12.01.1969        | 3               | 1               | 0               | 0               | 0               |
| Attaquants         |                     |                          |                   |                 |                 |                 |                 |                 |
| 9                  | Darko Pančev        | Étoile rouge de Belgrade | 07.09.1965        | 3               | 2               | 1               | 0               | 0               |
| 11                 | Zlatko Vujović      | Paris SG                 | 26.08.1958        | 5               | 0               | 1               | 0               | 0               |
| 14                 | Alen Bokšić         | Hajduk Split             | 21.01.1970        | 0               | 0               | 0               | 0               | 0               |
| 19                 | Dejan Savićević     | Étoile rouge de Belgrade | 15.09.1966        | 3               | 0               | 0               | 0               | 0               |
| 20                 | Davor Šuker         | Dinamo Zagreb            | 01.01.1968        | 0               | 0               | 0               | 0               | 0               |
| Sélectionneur      |                     |                          |                   |                 |                 |                 |                 |                 |
|                    | Ivica Osim          |                          | 06.05.1941        |                 |                 |                 |                 |                 |

## Qualification
La Yougoslavie est placée dans le groupe 6 avec la France, l'Écosse, la Norvège et Chypre.
| 14.09.88 28.09.88 19.10.88 22.10.88 02.11.88 19.11.88 11.12.88 08.02.89 08.03.89 26.04.89 | Norvège - Écosse France - Norvège Écosse - Yougoslavie Chypre - France Chypre - Norvège Yougoslavie - France Yougoslavie - Chypre Chypre - Écosse Écosse - France Écosse - Chypre | 1:2 1:0 1:1 0:3 3:2 4:0 2:3 2:0 2:1 | 29.04.89 21.05.89 14.06.89 05.09.89 06.09.89 11.10.89 28.10.89 15.11.89 18.11.89 | France - Yougoslavie Norvège - Chypre Norvège - Yougoslavie Norvège - France Yougoslavie - Écosse Yougoslavie - Norvège France - Écosse Chypre - Yougoslavie Écosse - Norvège France - Chypre | 0:0 3:1 1:2 1:1 3:1 1:0 3:0 1:2 1:1 2:0 |    | Pays           | Buts  | Pts |
| 14.09.88 28.09.88 19.10.88 22.10.88 02.11.88 19.11.88 11.12.88 08.02.89 08.03.89 26.04.89 | Norvège - Écosse France - Norvège Écosse - Yougoslavie Chypre - France Chypre - Norvège Yougoslavie - France Yougoslavie - Chypre Chypre - Écosse Écosse - France Écosse - Chypre | 1:2 1:0 1:1 0:3 3:2 4:0 2:3 2:0 2:1 | 29.04.89 21.05.89 14.06.89 05.09.89 06.09.89 11.10.89 28.10.89 15.11.89 18.11.89 | France - Yougoslavie Norvège - Chypre Norvège - Yougoslavie Norvège - France Yougoslavie - Écosse Yougoslavie - Norvège France - Écosse Chypre - Yougoslavie Écosse - Norvège France - Chypre | 0:0 3:1 1:2 1:1 3:1 1:0 3:0 1:2 1:1 2:0 | 1. | Yougoslavie ** | 16:6  | 14  |
| 14.09.88 28.09.88 19.10.88 22.10.88 02.11.88 19.11.88 11.12.88 08.02.89 08.03.89 26.04.89 | Norvège - Écosse France - Norvège Écosse - Yougoslavie Chypre - France Chypre - Norvège Yougoslavie - France Yougoslavie - Chypre Chypre - Écosse Écosse - France Écosse - Chypre | 1:2 1:0 1:1 0:3 3:2 4:0 2:3 2:0 2:1 | 29.04.89 21.05.89 14.06.89 05.09.89 06.09.89 11.10.89 28.10.89 15.11.89 18.11.89 | France - Yougoslavie Norvège - Chypre Norvège - Yougoslavie Norvège - France Yougoslavie - Écosse Yougoslavie - Norvège France - Écosse Chypre - Yougoslavie Écosse - Norvège France - Chypre | 0:0 3:1 1:2 1:1 3:1 1:0 3:0 1:2 1:1 2:0 | 2. | Écosse **      | 12:12 | 10  |
| 14.09.88 28.09.88 19.10.88 22.10.88 02.11.88 19.11.88 11.12.88 08.02.89 08.03.89 26.04.89 | Norvège - Écosse France - Norvège Écosse - Yougoslavie Chypre - France Chypre - Norvège Yougoslavie - France Yougoslavie - Chypre Chypre - Écosse Écosse - France Écosse - Chypre | 1:2 1:0 1:1 0:3 3:2 4:0 2:3 2:0 2:1 | 29.04.89 21.05.89 14.06.89 05.09.89 06.09.89 11.10.89 28.10.89 15.11.89 18.11.89 | France - Yougoslavie Norvège - Chypre Norvège - Yougoslavie Norvège - France Yougoslavie - Écosse Yougoslavie - Norvège France - Écosse Chypre - Yougoslavie Écosse - Norvège France - Chypre | 0:0 3:1 1:2 1:1 3:1 1:0 3:0 1:2 1:1 2:0 | 3. | France         | 10:7  | 9   |
| 14.09.88 28.09.88 19.10.88 22.10.88 02.11.88 19.11.88 11.12.88 08.02.89 08.03.89 26.04.89 | Norvège - Écosse France - Norvège Écosse - Yougoslavie Chypre - France Chypre - Norvège Yougoslavie - France Yougoslavie - Chypre Chypre - Écosse Écosse - France Écosse - Chypre | 1:2 1:0 1:1 0:3 3:2 4:0 2:3 2:0 2:1 | 29.04.89 21.05.89 14.06.89 05.09.89 06.09.89 11.10.89 28.10.89 15.11.89 18.11.89 | France - Yougoslavie Norvège - Chypre Norvège - Yougoslavie Norvège - France Yougoslavie - Écosse Yougoslavie - Norvège France - Écosse Chypre - Yougoslavie Écosse - Norvège France - Chypre | 0:0 3:1 1:2 1:1 3:1 1:0 3:0 1:2 1:1 2:0 | 4. | Norvège        | 10:9  | 6   |
| 14.09.88 28.09.88 19.10.88 22.10.88 02.11.88 19.11.88 11.12.88 08.02.89 08.03.89 26.04.89 | Norvège - Écosse France - Norvège Écosse - Yougoslavie Chypre - France Chypre - Norvège Yougoslavie - France Yougoslavie - Chypre Chypre - Écosse Écosse - France Écosse - Chypre | 1:2 1:0 1:1 0:3 3:2 4:0 2:3 2:0 2:1 | 29.04.89 21.05.89 14.06.89 05.09.89 06.09.89 11.10.89 28.10.89 15.11.89 18.11.89 | France - Yougoslavie Norvège - Chypre Norvège - Yougoslavie Norvège - France Yougoslavie - Écosse Yougoslavie - Norvège France - Écosse Chypre - Yougoslavie Écosse - Norvège France - Chypre | 0:0 3:1 1:2 1:1 3:1 1:0 3:0 1:2 1:1 2:0 | 5. | Chypre         | 6:20  | 1   |

## Parcours

### Premier tour
| Date         | Stade                          | Équipe 1             | Équipe 2            | Résultat | Buteurs                                                    |
| 10 juin 1990 | stade Giuseppe-Meazza, Milan   | Allemagne de l'Ouest | Yougoslavie         | 4 - 1    | Matthäus 29e et 65e, Klinsmann 39e, Völler 71e ; Jozić 55e |
| 14 juin 1990 | Stade Renato-Dall'Ara, Bologne | Yougoslavie          | Colombie            | 1 - 0    | Jozić 75e                                                  |
| 19 juin 1990 | Stade Renato-Dall'Ara, Bologne | Yougoslavie          | Émirats arabes unis | 4 - 1    | Sušić 8e, Pančev 9e et 46e, Prosinečki 90e ; Juma'a 23e    |

#### Classement
| Place | Équipe               | Points | Joués | V | N | D | Buts + | Buts - | Diff. |
| 1er   | Allemagne de l'Ouest | 5      | 3     | 2 | 1 | 0 | 10     | 3      | +7    |
| 2e    | Yougoslavie          | 4      | 3     | 2 | 0 | 1 | 6      | 5      | +1    |
| 3e    | Colombie             | 3      | 3     | 1 | 1 | 1 | 3      | 2      | +1    |
| 4e    | Émirats arabes unis  | 0      | 3     | 0 | 0 | 3 | 2      | 11     | -9    |

### Huitièmes de finale
| Date         | Équipe 1    | Équipe 2 | Résultat | Buteurs                            |
| 26 juin 1990 | Yougoslavie | Espagne  | 2 - 1 *  | Stojković 77e et 92e ; Salinas 83e |

* après prolongation

### Quarts de finale
| Date         | Équipe 1  | Équipe 2    | Résultat | Buteurs |
| 30 juin 1990 | Argentine | Yougoslavie | 0 - 0 *  |         |

- après prolongation, 3 - 2 aux tirs au but